# 水野康孝
水野 康孝（みずの やすたか、1896年3月3日 - 1987年3月11日）は、日本の大正から昭和時代に活動した作曲家、声楽家、音楽教育者。元岡山大学教育学部長。
現在の岡山市北区出身。医事評論家の水野肇は長男。

## 来歴
1896年（明治29年）、岡山市（現在の北区）中山下に生まれる。1916年（大正5年）に東京音楽学校本科声楽部を卒業し、同校の研究科に所属したが中退ののち大阪市立中大江東尋常小学校（大阪市立中大江小学校の前身校）に音楽専科教員として採用される。同年内に大阪音楽学校講師となり、1922年（大正11年）に楽劇「百合姫」へ出演。1923年（大正12年）に日東蓄音機（ニットーレコード）へ入社し、東京へ拠点を移すが関東大震災で被災し大阪へ戻る。以降、大阪中央放送局『国民歌謡』の歌唱指導、日本音楽コンクール審査員等の活動に従事した。
1930年（昭和5年）に大阪音楽学校を退職し、大阪府女子専門学校教授および大阪市役所視学官を兼務。1947年（昭和22年）、広島女子高等師範学校を経て翌年より広島大学教育学部教授。1950年（昭和25年）、広島大学に籍を残したまま郷里の岡山大学教授に着任し、翌年より正式に岡山大学教育学部教授となり学部長に至る。
1957年（昭和33年）、3代目の岡山県庁舎落成を記念して制定された県民歌「岡山県の歌」を作曲し、自らSP盤に歌唱を吹き込んだ。また、県庁舎の供用開始当日から1991年（平成3年）まで定時に演奏されていたミュージックサイレンの編曲も行っている。
1960年、岡山県文化賞を受賞。1961年に岡山大学を退官して岡山県立短期大学の学長に就任し、1966年（昭和41年）まで務めた。同年に勲三等旭日中綬章を受章。
晩年は竹久夢二の顕彰団体「郷土夢二の会」会長に就いていたが、1987年（昭和62年）3月11日に死去。享年92（満91歳没）。水野の作曲作品は日本音楽著作権協会（JASRAC）他の管理団体に権利を信託しておらず遺族が厳重に管理を行っているとされ、新規の録音・演奏等も一切許可しない方針が採られている。2005年（平成17年）開催の晴れの国おかやま国体開会式での県旗掲揚時には例外的に県民歌「岡山県の歌」の演奏が許可されたが、県のウェブサイトでは一切紹介されておらず県民手帳からも2010年代半ばに削除された。

## 作品
- 岡山県の歌（作詞：石井梅香）

### 校歌等
- 岡山県立蒜山高等学校校歌（作詞：大岩徳二）
- 広島県立神辺高等学校校歌（作詞：葛原しげる）
- 岡山商科大学附属高等学校応援歌「誇り高き仲間たち」（作詞：有本芳水）
- 笠岡市立笠岡東中学校校歌（作詞：川崎秀男）

## 著書
- 新修女子音楽（大阪開成館、1937年） NCID BB24725596
- 思出の記（私家版、1978年）[2] - 自叙伝。

## 伝記
- 木村信之『音楽教育の証言者たち 上 戦前を中心に』（音楽之友社、1986年） NCID BN00767257